# Perville
 Perville  es una comuna y población de Francia, en la región de Mediodía-Pirineos, departamento de Tarn y Garona, en el distrito de Castelsarrasin y cantón de Valence.
Su población en el censo de 1999 era de 113 habitantes.
Está integrada en la Communauté de communes des Deux Rives .

## Demografía
| 128 | 130 | 103 | 126 | 110 | 113 |
| Para los censos de 1962 a 1999 la población legal corresponde a la población sin duplicidades (Fuente: INSEE [Consultar]) |     |     |     |     |     |